# Tithaeus cruciatus
Tithaeus cruciatus is een hooiwagen uit de familie Tithaeidae. De originele naamcombinatie (protoniem) is Tithaeus cruciatus Roewer, 1927. De huidige (vanaf 2023) geldig wetenschappelijke naam van Tithaeus cruciatus Gaat terug op Carl Frederick Roewer.